# Carnarvon (condado)

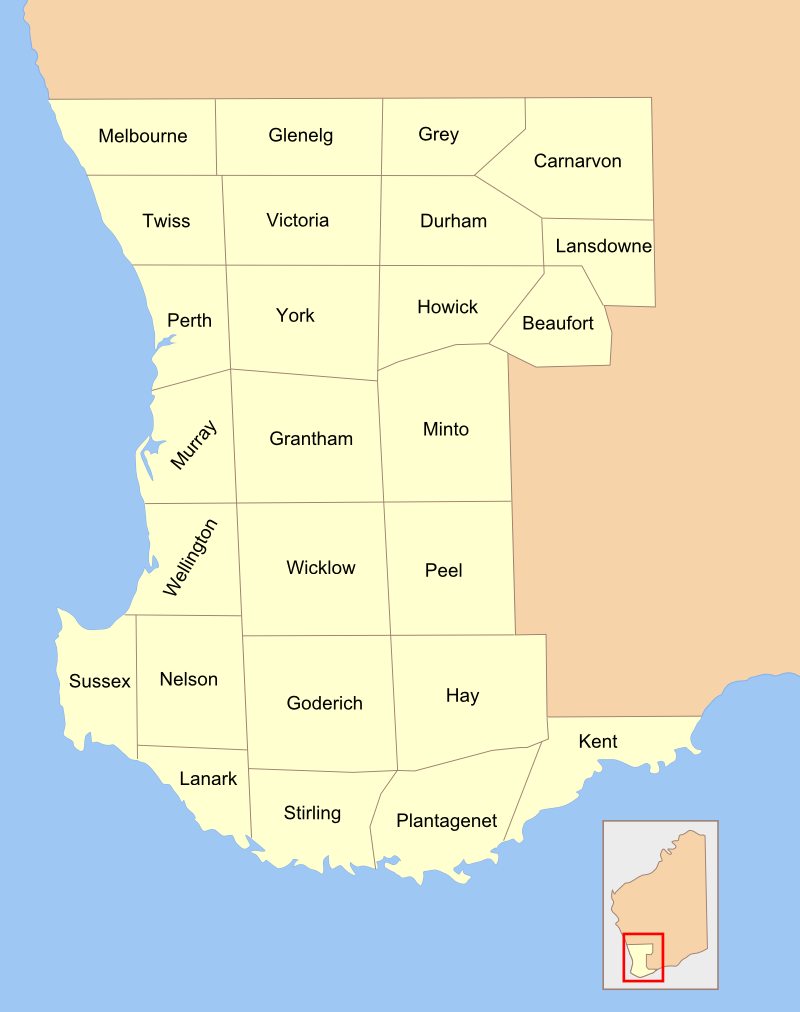
26 contados da Austrália Ocidental

Carnarvon foi um dos 26 Condados da Austrália Ocidental que foram designados em 1829 como divisões cadastrais. Corresponde aproximadamente à parte sul do Yilgarn (distrito de terra), que foi publicado em 1903 e constitui a base para os títulos de terras na área.